# ایوب‌اغلو، بارتین
ایوب‌اغلو (به ترکی استانبولی: Eyüpoğlu) یک منطقهٔ مسکونی در ترکیه است که در بارتین واقع شده‌است. ایوب‌اغلو ۱۸۳ نفر جمعیت دارد.